# Augustine Hu Daguo
Augustine Hu Daguo (født 1920 i Kina, død 17. februar 2011) var katolsk undergrundsbiskop af bispedømmet Guiyang i provinsen Guizhou i Folkerepublikken Kina.
Han fungerede som en sognepræst, i byamtet Fuquan, eftersom myndighederne ikke accepterede, at han var biskop.